# Eich (Zwitserland)
Eich is een gemeente en plaats in het Zwitserse kanton Luzern en maakte deel uit van het district Sursee tot op 1 januari 2008 de districten van Luzern werden afgeschaft.
Eich telt 1.495 inwoners.